# El Feidh
El Feidh è un comune dell'Algeria, situato nella provincia di Biskra.